# Cryptostylis clemensii
Cryptostylis clemensii é uma espécie pertencente à família das orquídeas (Orchidaceae), que existem em Borneu. São plantas terrestres glabras perenes; sem tubérculos, com longas raízes glabras carnosas; inflorescência racemosa, com flores que medem mais de quinze milímetros e não ressupinam, de cores pouco vistosas, com sépalas e pétalas reduzidas, parecidas mas ligeiramente diferentes, as pétalas menores; e labelo fixo e imóvel, muito maior que os outros segmentos; coluna curta e apoda com quatro polínias.

## Publicação e sinônimos
- Cryptostylis clemensii (Ames & C.Schweinf.) J.J.Sm., Mitt. Inst. Allg. Bot. Hamburg 7: 17 (1927).

Sinônimos homotípicos:
- Chlorosa clemensii Ames & C.Schweinf. in O.Ames, Orchidaceae 6: 9 (1920).

Sinônimos heterotípicos:
- Cryptostylis tridentata Carr, Gard. Bull. Straits Settlem. 8: 174 (1935).